# Arturo Benedetti Michelangeli
Arturo Benedetti Michelangeli (5 tháng 1 năm 1920 – 12 tháng 6 năm 1995) là một nghệ sĩ piano cổ điển người Ý. Ông được đánh giá một trong những nghệ sĩ piano có trình độ kỹ thuật điêu luyện và có ảnh hưởng nhất của thế kỷ 20 cùng với Sviatoslav Teofilovich Richter và Vladimir Horowitz. Michelangeli được xem là nghệ sĩ piano Ý quan trọng nhất kể từ sau Ferruccio Busoni.